# Право на смрт
Право на смрт је концепт заснован на мишљењу да људско биће има право да прекине свој живот или да се подвргне добровољној еутаназији. Поседовање овог права често се подразумева да се особи са неком болешћу, или без воље за животом, треба омогућити да оконча свој живот, користи самоубиство потпомогнуто или да одбије лечење које продужава живот. Питање о томе кога, ако уопште, треба да донесе ову одлуку често је централно у расправи.
Неки академици и филозофи, попут Давида Бенатара, сматрају људе претерано оптимистичним у погледу њиховог квалитета живота и погледа на равнотежу између позитивног и негативног аспекта живљења. Ова идеја се може посматрати у смислу антинатализма и питања ко би требало да има ауторитет над нечијим избором да живи или умре.

## Етика
Очување и вредност живота довели су до многих медицинских напретка када је у питању лечење пацијената. Нови уређаји и развој палијативне неге омогућили су људима да живе дуже него раније. Пре ових медицинских напретка и неге, онима који су били у несвести, минимално несвесни, и у вегетативном стању, животни век је био кратак јер није било одговарајућег начина да им се помогне у основним потребама као што су дисање и храњење. С напретком медицинске технологије поставља се питање квалитета живота пацијента када они више нису свесни. Појавило се право на самоопредељење и доводи у питање дефиницију квалитета и светости живота; ако је неко имао право да живи, онда право на смрт мора да следи. Постоје етичка питања о томе да ли право на смрт може коегзистирати са правом на живот. Ако се тврди, право на живот је неотуђиво, оно се не може предати, и стога може бити неспојиво са правом на смрт. У оквиру биоетике постоји друга расправа око тога да ли је право на смрт универзално, примењује се само под одређеним околностима (као што је терминална болест) или ако оно постоји. Такође се наводи да „право на живот“ није синоним за „обавезу живљења“. Са тог становишта, право на живот може коегзистирати са правом на смрт.
Право на смрт многи подржавају и одбијају. Аргументи за ово право укључују:
1. Ако је неко имао право да живи, онда мора имати право на смрт, и под њиховим условима.
2. Смрт је природни процес живота тако да не би требало да постоје закони који би је спречили ако пацијент жели да је заустави.
3. Оно што радимо на крају свог живота не би требало да брине друге.
4. Ако се еутаназија строго контролше, може се избећи улазак у клизав пад и спречити пацијенте да траже алтернативне методе које можда нису легалне. [3]

Аргументи против укључују:
1. Aко пацијентима омогућимо ово право, оно се може проширити и имати страшне последице.
2. Вршење притиска на оне који окончају свој живот или животе других; етички неморални у људским и медицинским стандардима.
3. "Бацање" пацијената за које се сматра да више нису способни да буду део друштва.
4. Смањење палијативног третмана на крају живота због очекивања да ће терминални пацијенти искористити своје право на смрт.